# Контрольні палати в Російській імперії
Контрольні палати в Російській імперії – місцеві органи Державного контролю. Були утворені в ході фінансової реформи 1860-х рр., яка разом із запровадженням гласності бюджету і нагляду за витратами коштів змінила попередню систему контролю за державними доходами і витратами. Здійснювали контроль за фінансовою діяльністю місцевих цивільних, військових і духовних установ. За ініціативою заступника державного контролера В.Татаринова засновувалися з 1 січня 1865 спершу у 12 губерніях, а з 1866 – у решті губерній і областей Росії замість однойменних відділень казенних палат, крім деяких історичних регіонів: у Царстві Польському відкривалися, починаючи з 1867, у Закавказькому та Туркестанському краях – з 1868. Зразком були подібні установи Пруссії, Австрії, Бельгії і Франції. У своїй діяльності керувалися "Тимчасовим положенням про місцеві контрольні установи" від 3 січня 1866 та "Інструкцією контрольним палатам і відділенням" від 30 травня 1866. Функціонували в губернських центрах: Києві (1866–1919), Чернігові (1865–1920), Полтаві (1866–1919), Херсоні (1865–1919), Катеринославі (нині м. Дніпро; 1865–1920), Харкові (1866–1919), Подільська в Кам'янці-Подільську (нині м. Кам'янець-Подільський; 1866–1918), Волинська в Житомирі (1865–1919), Таврійська в Сімферополі (1865–1920). Для контролю за буд-вом і експлуатацією залізниць відкривалися окремі установи, зокрема на Харківсько-Миколаївській (1883), Уманській гілці Південно-Західної (1888), Донецькій, Курсько-Харківсько-Азовській, Лозово-Севастопольській (1889) залізницях. Контрольна палата була незалежною від місцевої адміністрації і не входила в число губернських установ, що підпорядковувалися губернаторові та губернському прокуророві, а підлягала безпосередньо державному контролерові й раді державного контролера.
Складалася із загального присутствія (управляючого, помічника управляючого, старшого ревізора) та штату співробітників: старших і молодших ревізорів, їхніх помічників, секретаря і журналіста (вів журнал засідань). До контрольної палати не входили представники місцевої адміністрації, губернатор наділявся лише правом повідомляти державного контролера про випадки зловживань контрольної палати, а також наглядати за її чиновниками й службовцями в політичному і поліцейському відношеннях. Управляючі контрольними палатами призначалися й звільнялися за погодженням з імператором, їхні помічники і ревізори – держ. контролером. Очолювали контрольні палати зазвичай фахівці центральних установ, що було викликане браком спеціалістів на місцях та недовірою до чиновників регіонального походження.
Контрольна палата наглядала і перевіряла грошові обіги в губернії, ревізувала звітність місцевих установ, вдаючись до раптових перевірок, зокрема губернських і повітових казначейств, каси спеціальних збирачів, а також розпорядження кредитами і зборами держ. статків. Вона також наглядала за правильністю руху, збереженням грошових капіталів і матеріальних засобів у губернії, з'ясовуючи вигідність або невигідність господарських операцій. Результати ревізій розглядало загальне присутствіє контрольної палати, ці результати надсилалися в Державний контроль у вигляді звіту про діяльність палати. Заг. присутствіє обговорювало вигоду від здійснення різних грошових операцій, з'ясовувало нарахування, а також окремі питання, що виникали під час ревізій. Чиновники контрольної палати були присутніми при проведенні торгів в управлінні держ. маєтностей та в казенних палатах під час знищення контрамарок і гербових паперів. Схвалювала результати ревізій і приймала рішення рада держ. контролера.
Контрольні палати припинили свою діяльність згідно із постановою Народного комісаріату державного контролю УСРР «О единообразном наименовании учреждений государственного контроля» від 15 березня 1919.